# Numbers
A Numbers az Apple iWork programcsomagjának egyik – táblázatkezelő – eleme. Futtatásához Macintosh számítógépen Mac OS X operációs rendszer, iPad-en vagy iPhone-on (illetve iPod touch-on) iOS operációs rendszer szükséges. A Numbers netes változata elérhető bármilyen platformról böngésző használatával is, ekkor használathoz Apple Account szükséges.
A Macintosh számítógépen futó Numbers 1.0-t 2007. augusztus hetedikén mutatta be, mint az iWork csomag (Pages, Keynote, Numbers) új alkalmazását.
Az iOS eszközök közül elsőként az újonnan bemutatott iPadre érkezett meg a Numbers 2010. január 7-én, ekkortól lehetett a Numbers dokumentumot menteni az Apple felhőjébe, az iCloud tárhelyre is menteni. 2011. május 31-én a Numberst iPhone-on és iPod touchon tette elérhetővé az Apple.
2016-ban a Numbers elérhető lett netes alkalmazásként, futtatásához csak egy böngésző és Apple ID szükséges. Az iCloudon tárolt Numbers dokumentum egyidejű szerkesztésre megosztható más felhasználóval.
Fontos megjegyezni, hogy a Maces, iOS-es és a netes verzió képességei eltértek egymástól. A különbségek folyamatosan csökkennek.
A Numbers a Macen is futó Microsoft Excel vetélytársa, az Apple egykori vezetője, Steve Jobs szerint a Numbers az Excel tudásának arra az öt százalékára van kihegyezve, amelynél többet az Excel használók 95 százaléka soha nem használ. Amíg az Excel táblázatokban gondolkodik, addig a Numbers papírlapban, amelyre szabadon helyezhetünk el táblázatokat, grafikonokat, fényképeket, szövegeket, síkidomokat.

## Numbers iOS eszközön és a neten
2010. január 27-e óta a Numbers letölthető iOS  eszközre is, iPhone-ra, iPod touch-ra és iPad re. Fontos, hogy a Maces és az iOS verzió több ponton eltér egymástól. Számos Macen elérhető funkció – szűrés, kategorizálás, képszerkesztés... – nem érhető el az iOS verzión. Akad pár iOS megoldás, amely másként jelenik meg Macen megnyitva. Az iPhone 5s és iPhone 5c bemutatását követően a Numbers iOS verziója ingyen letölthető az új készülékekre (iOS7 alá).
2013. június 14-én jelentette be az Apple, hogy a Numbers (a Pageshez és a Keynote-hoz hasonlóan) elérhető lesz a vállalat netes tárhely- és webszolgáltató felhőjéből is, az iCloud-ból. A netes alkalmazás futtatásához nincs szükség Macre, sem az Apple Safari  böngészőjére. A netes szolgáltatás béta verziója 2013. augusztusától érhető el.
2013. október 22-én az Apple bejelentette, hogy a Numbers – a többi iWork és iLife alkalmazáshoz hasonlóan – ingyen letölthető az Apple OS és iOS eszközeire.
Az Apple fejlesztés célja, hogy a Numbers Macintosh számítógépen, iOS eszközön – iPhone, iPad – és neten elérhető verziói azonos képességgel bírjanak. Így az Apple ID-t használó felhasználó bármikor, bárhol hozzáfér az Apple felhőjében, az iCloudban tárolt Numbers fájljaihoz és képes azokat szerkeszteni. Ezzel párhuzamosan az iCloudban tárolt dokumentumok egyidőben több felhasználó által szerkeszthetővé, kommentezhetővé váltak, így a Google Docs vagy a Microsoft Office dokumentumok webes szerkesztési és megosztási lehetőségével versenyeznek.
Az iOS és webes változat tudása jellemzően kevesebb, kis részben eltér a Macintoshon futó Numbers-étől.
A 2019. március 28-án az Apple bemutatta a szoftver 6.0 verzióját.

## Magyar nyelvű Numbers 09 oktató videók
Az aktuális Numbers jelentősen eltér az itt bemutatottól.
- Numbers alapok: összefoglaló[10]
- Táblázatstílus[11]
- Számábrázolás[12]
- Egyszerű képletek beillesztése[13]
- Kategóriák[14]
- Feltételes cella formázás[15]
- Grafikonkészítés[16]
- Nyomtatás[17]
- Numbers és Excel[18]